# Brünisried
Brünisried (toponimo tedesco) è un comune svizzero di 658 abitanti del Canton Friburgo, nel distretto della Sense.

## Monumenti e luoghi d'interesse

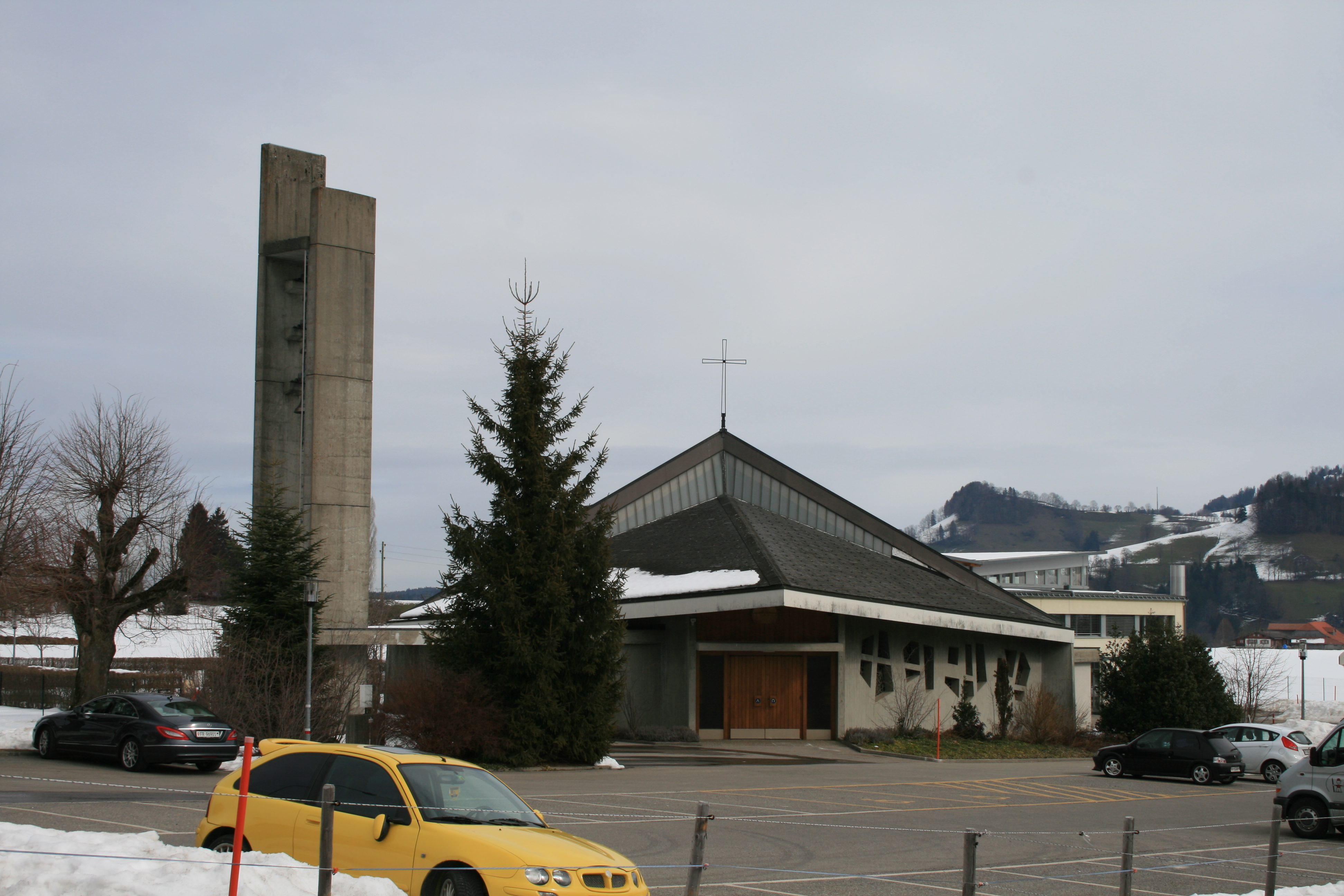
La chiesa cattolica di Santa Filomena

- Chiesa cattolica di Santa Filomena, eretta nel 1919 e ricostruita nel 1971[1].

## Società

### Evoluzione demografica
L'evoluzione demografica è riportata nella seguente tabella:
Abitanti censiti

## Amministrazione
Ogni famiglia originaria del luogo fa parte del comune patriziale che ha la responsabilità della manutenzione di ogni bene comune.